# Mariestad (gemeente)
Mariestad is een Zweedse gemeente in Västergötland. De gemeente behoort tot de provincie Västra Götalands län. Ze heeft een totale oppervlakte van 1509,8 km² en telde 23.897 inwoners in 2004.
De gemeente grenst aan het Vänermeer. Een kleine archipel in het meer (met onder meer het nationaal park Djurö) behoort tot de gemeente.

## Plaatsen in de Gemeente
- Mariestad (stad)
- Ullervad
- Lugnås
- Sjötorp (Västergötland)
- Lyrestad
- Hasslerör
- Fredslund
- Guntorp